# Lepa Ves
Lepa Ves es un pueblo dentro de la ciudad de Donja Stubica, en el condado de Krapina-Zagorje en Croacia.

## Historia
Hasta la reorganización territorial en Croacia, formaba parte del antiguo municipio de Donja Stubica.

## Población
Según el censo de 2011, Lepa Ves contaba con una población de 411 habitantes.
| 346        | 333 | 392 | 441 | 491 | 593 | 547 | 616 | 646 | 689 | 652 | 558 | 520 | 490 | 458 | 411 |
| (Fuente: ) |     |     |     |     |     |     |     |     |     |     |     |     |     |     |     |